# Luisa Fernanda Martínez de Haro
Luisa Fernanda Martínez de Haro (Albacete, 1956) és una Catedràtica universitària, coneguda per ser la primera dona a l'estat espanyol en haver obtingut una càtedra de cirurgia. És adscrita al Departament de Cirurgia, Pediatria, Obstetrícia i Ginecologia, de l'Hospital Clínic Universitari Virgen de la Arrixaca, adscrit al Servei Murcià de Salut de la Comunitat Autònoma de la Regió de Múrcia.
Filla d'un empleat de Banca i d'una mestra, es va llicenciar el 1979 en la Universitat de Múrcia, i va obtenir la càtedra el maig de 2017. La seva àrea d'investigació és l'esòfag i l'estómac, i ha fet diverses publicacions sobre l'esòfag de Barrett.